# Sergej Evljuskin
Sergej Evljuskin (kirgisisch Сергей Евлюшкин/Sergei Jewljuschkin; * 4. Januar 1988 in Alexejewka, Kirgisische SSR, Sowjetunion) ist ein deutscher Fußballspieler, der als Mittelfeldspieler, insbesondere als Achter eingesetzt wird.

## Karriere

### Jugend in Braunschweig und Wolfsburg
1988 als Sohn eines kirgisisch-russischen Vaters und einer kasachstandeutschen Mutter in der Sowjetunion geboren, wuchs Evljuskin ab 1990 in Deutschland auf, wo er sich 1995 dem Braunschweiger SC in seinem Wohnort anschloss. Als C-Jugendlicher erzielte er in einer Saison 98 Tore. Er war laufstark, war ballsicher, arbeitete für die Mannschaft und war engagiert. Im Sommer 2003 wechselte er noch als B-Jugendlicher zum VfL Wolfsburg und wurde dort zum Jugendnationalspieler, als er kurz darauf erstmals in die U-16-Nationalmannschaft berufen wurde, für die er insgesamt elf Partien absolvierte. Zu diesem Zeitpunkt bemühte sich auch Werder Bremen intensiv um den Jugendspieler. In der folgenden Spielzeit 2004/05 lief Evljuskin ebenfalls elfmal für die U-17-Nationalmannschaft auf. In der A-Jugend absolvierte er unterdessen über 40 Einsätze in der Jugend-Bundesliga. Im Jahr 2005 wurde er als bester „Nachwuchsspieler des Jahres“ seines Jahrgangs mit der Fritz-Walter-Medaille in Gold ausgezeichnet. 2006 erhielt er diese Auszeichnung erneut, nachdem er in die U-18-Nationalmannschaft aufgerückt war und für diese acht Spiele bestritten hatte. Für die U-19-Nationalmannschaft absolvierte Evljuskin daraufhin weitere zehn Einsätze, die er teils während der Europameisterschaft 2007 neben Spielern wie Mesut Özil, Benedikt Höwedes und Jérôme Boateng bestritt, bevor er ab 2007 nur noch zweimal in der U-20-Nationalmannschaft berücksichtigt wurde und seine Nationalmannschaftskarriere in Deutschland dann endete. Heute gehört er zum Kader der kirgisischen Nationalelf.

### Anfänge beim VfL Wolfsburg
Für Wolfsburg war Evljuskin bereits am 12. August 2006 noch als A-Jugendlicher für die zweite Herrenmannschaft in der viertklassigen Oberliga Nord angetreten, wobei er in 21 Einsätzen ein Tor erzielte. Gleichzeitig gehörte er weiterhin zur A-Jugend des Vereins, mit der er im DFB-Junioren-Vereinspokal 2006/07 im Finale dem TSV 1860 München unterlag. Klaus Augenthaler, Cheftrainer des VfL, stattete ihn 2007 mit einem Profivertrag aus. Im Verein wurde er „Kaiser“ genannt, weil auch „Kaiser“ Franz Beckenbauer gleichzeitig Mannschaftskapitän im Klub und der Nationalelf war wie er.
Ab Sommer 2007 auch altergemäß den Herrenmannschaften Wolfsburgs zugehörig, wurde Evljuskin daraufhin auch im Kader der Bundesligamannschaft des VfL geführt. Er kam aber weiterhin ausschließlich für die Zweitvertretung zum Einsatz, die nun in der drittklassigen, später aufgrund einer Ligenreform viertklassigen Regionalliga antrat. Dort kam Evljuskin in den Spielzeiten 2007/08, 2008/09 und 2009/10 zu insgesamt 62 Regionalliga-Spielen, in denen er drei Tore erzielte.
Als Felix Magath Trainer in Wolfsburg wurde, öffnete Martin Winterkorn als neuer Chef des Volkswagen-Konzerns die Schatulle für teure Stars und Magath holte 27 neue Spieler. Auf Evljuskins Position musste er sich mit Josue, Marcelinho und Zvjezdan Misimović messen. 2009 stand er noch im Profikader des späteren Deutschen Meisters, kam aber zu keinem einzigen Einsatz. Für Jugendspieler war es zur damaligen Zeit sehr schwer, den Durchbruch in die Bundesligamannschaft zu schaffen, was auch seine damaligen Mitspieler Sebastian Polter und Alexander Esswein erfahren mussten. Evljuskin wollte unbedingt spielen und entschied sich im Sommer 2010, innerhalb der drittklassigen Regionalliga zu Rot-Weiss Essen zu wechseln, wo sein ehemaliger Förderer Peter Hyballa Trainer werden sollte. Dafür schlug er auch Angebote aus Leverkusen, Hannover, Bremen und Freiburg aus. Rot-Weiss Essen wurde jedoch kurz nach seiner Vertragsunterschrift die Lizenz für die Regionalliga verweigert, sodass man künftig in der fünftklassigen NRW-Liga antreten würde; Evljuskins Vertrag wurde ungültig. Da die Kader der Bundesligisten standen, hatten andere Vereine keine Verwendung mehr für ihn.

### Rostock, Babelsberg und Goslar
Nachfolgend wurde Evljuskin von Hansa Rostock verpflichtet, der 2010/11 unter Trainer Peter Vollmann als Absteiger aus der 2. Bundesliga in der 3. Liga antrat. In dieser Saison absolvierte Evljuskin am 1. August 2010 zwar seinen ersten Einsatz als Profi, konnte sich gegenüber Mitspielern wie Kevin Pannewitz und Mohammed Lartey aber nicht als Stammspieler etablieren, u. a. da Evljuskin als Achter nicht ins Spielsystem passte. Um Spielpraxis zu sammeln, wurde Evljuskin deshalb auch in der Rostocker Reservemannschaft eingesetzt, die in der Saison 2010/11 unter Trainer Axel Rietentiet in der fünftklassigen Oberliga Nordost antrat. Zum Saisonende erreichte Hansa schließlich den direkten Wiederaufstieg in die 2. Bundesliga, wozu Evljuskin mit insgesamt 16 Einwechslungen sowie einem Einsatz in der Startaufstellung beigetragen hatte. Mit dem Aufstieg wurde sein ursprünglich bis 2012 datierter Vertrag automatisch bis 2014 verlängert. Zusätzlich gewann Hansa in dieser Spielzeit auch den Landespokal Mecklenburg-Vorpommern, wobei Evljuskin ein Tor in vier Einsätzen erzielte, im Finale aber nicht eingesetzt wurde. Im Anschluss an die Saison wurde Evljuskin ein Vereinswechsel nahegelegt, da er sich in Rostock nicht hatte durchsetzen können.
Anfang Juli 2011 absolvierte Evljuskin zunächst ein Probetraining beim belgischen Zweitligisten KAS Eupen, spielte in der Folge noch zweifach für Hansas Reservemannschaft in der Oberliga-Spielzeit 2011/12 und wechselte schließlich Mitte August 2011 zunächst auf Leihbasis für ein Jahr zum Drittligisten SV Babelsberg 03. Für die von Dietmar Demuth trainierten Babelsberger kam Evljuskin daraufhin zu 30 Einsätzen in der Drittliga-Spielzeit 2011/12, in der der Verein als 17. der Abschlusstabelle die Klasse hielt.
Da Rostock gleichzeitig wieder aus der 2. Bundesliga in die 3. Liga abstieg, verlor Evljuskins Vertrag mit Hansa seine Gültigkeit, woraufhin er einen zunächst bis 2014 befristeten Vertrag bei Babelsberg unterschrieb und zum Stammspieler avancierte. Den Abstieg 2013 konnte der Verein jedoch nicht verhindern, und so verlor sein Vertrag die Gültigkeit. 2013 unterschrieb er einen Vertrag beim Regionalligisten Goslarer SC 08 nahe seiner Heimat Braunschweig. Dort war er Stammspieler, absolvierte 24 Spiele und markierte dabei vier Tore und eine Vorlage.

### Hessen Kassel
Zur Saison wechselte er zum KSV Hessen Kassel in die Regionalliga Südwest, mit dem er den Hessenpokal gewann und sich für die 1. Hauptrunde des DFB-Pokals qualifizierte. Dort unterlag der KSV jedoch in der ersten Runde dem damaligen Bundesligisten Hannover 96 mit 0:2. Am Ende der Saison 2017/18 stieg er mit Kassel in die fünftklassige Hessenliga ab. Der Wiederaufstieg in die 4. Liga gelang in der Saison 2019/20.
Aus beruflichen Gründen beendete er im Januar 2021 beim KSV seine Karriere als professioneller Spieler. Stattdessen schloss er sich im Amateurbereich dem Landesligisten FSV Schöningen an.

## Berufliches
Nach dem Abitur studierte Evljuskin neben seiner Fußballkarriere im Fernstudium zunächst Betriebswirtschaftslehre und später Sportmanagement. 2017 begann er ein dreijähriges Polizei-Studium. Im Herbst 2020 erlangte er einen Bachelor-Abschluss und trat anschließend im niedersächsischen Polizeidienst eine Position bei der Autobahnpolizei in Braunschweig an.

## Ehrungen
- 2005: Fritz-Walter-Medaille in Gold (U 17)
- 2006: Fritz-Walter-Medaille in Gold (U 18)

## Veröffentlichung
- (mit Christof Dörr): Eigentlich wäre ich jetzt Weltmeister. Warum der Kapitän von Boateng, Özil und Höwedes heute in der 4. Liga kickt. Schwarzkopf & Schwarzkopf, Berlin [2016], ISBN 978-3-86265-586-1.